# Nicholas Horsfall
Nicholas Horsfall (* 19. September 1946 in London; † 1. Januar 2019) war ein britischer Altphilologe und Vergil-Spezialist.

## Leben
Nicholas Horsfall war der Sohn von Tom Horsfall, einem Stabsoffizier der Royal Navy, und Sophie (Sonia) Szapiro.
Horsfall besuchte die Westminster School, dann folgten Studien am Peterhouse, Cambridge und am Corpus Christi College, Oxford, wo er 1971 zum DPhil promoviert wurde. Seine maßgeblichen akademischen Lehrer waren in Cambridge Edward J. Kenney und Charles Oscar Brink, in Oxford Eduard Fraenkel, Robin G. M. Nisbet sowie vor allem Margaret Hubbard.
Horsfall lehrte darauf von 1971 bis 1987 am University College London, danach war er Privatgelehrter von 1987 bis 2000 in Italien, besonders in Rom, wo er mit seiner italienischen Frau lebte. Nach seiner Rückkehr nach Großbritannien ließ er sich zunächst in Oxfordshire nieder, 2003 zog er sich in die nördlichen Highlands Schottlands zurück. Zuletzt lehrte Horsfall als Honorar-Professor am Department of Classics and Ancient History der University of Durham.
Horsfall verfasste zahlreiche Beiträge etwa zu Horaz, Sallust, Cornelius Nepos, Petron und anderen Autoren der römischen Literatur sowie zur römischen Kultur. Gleichwohl war Vergil Horsfalls unbestrittener Lieblingsautor, für dessen Œuvre er weltweit als einer der führenden Interpreten galt. Weithin beachtet wurden seine Kommentare zu einzelnen Büchern von Vergils Aeneis, so zu Buch 7 (1995), Buch 11 (2003), Buch 3 (2006), Buch 2 (2008) und Buch 6 (2013).

## Monographien
- (mit Jan N. Bremmer): Roman myth and mythography (= Bulletin of the Institute of Classical Studies of the University of London. Supplementband 52). London 1987.
- (Hrsg.): Vir bonus discendi peritus. Studies in celebration of Otto Skutsch's eightieth birthday (= Bulletin of the Institute of Classical Studies of the University of London. Supplementband 51). London 1988.
- Cornelius Nepos. A selection...translated with introduction and commentary. Oxford 1989.
- Virgilio: l’ epopea in alambicco. Neapel 1991.
  - Englische Fassung: The Epic Distilled. Studies in the Composition of the Aeneid. Oxford University Press, Oxford 2016.
- La villa sabina di Orazio. Il galateo della gratitudine. Venosa 1993.
- (Hrsg. und Hauptverfasser): A Companion to the study of Virgil. Leiden 1995, Nachdruck mit Corrigenda und Addenda, Leiden o. J. [2000].
- La cultura della plebs romana. Barcelona 1996.
  - Englische Fassung: The Culture of the Roman plebs. London 2003.
- Aeneid 7. A commentary (= Mnemosyne. Supplementband 198). Leiden 1995, Nachdruck 2000.
- Aeneid 11. A commentary (= Mnemosyne. Supplementband 244). Leiden 2003.
- Aeneid 3. A commentary (= Mnemosyne. Supplementband 273). Leiden 2006.
- Aeneid 2. A commentary (= Mnemosyne. Supplementband 299). Leiden 2008.
- Aeneid 6. A commentary. Berlin 2013.
- The epic distilled. Studies in the composition of the Aeneid. Oxford University Press, Oxford/New York 2016, ISBN 978-0-19-875887-7.
- Fifty years at the Sibyl’s Heels. Selected Papers on Virgil and Rome. Herausgegeben von A. Crofts. Oxford 2020 (mit vollständigem Schriftenverzeichnis auf S. 487–497).